# The Battle-Road
The Battle-Road (ザ・バトルロード?, Za Batoru Rōdo) è un videogioco arcade ibrido tra sparatutto e simulatore di guida, sviluppato e pubblicato dalla Irem nel 1984.

## Modalità di gioco
The Battle-Road è un titolo di corse a scorrimento verticale in cui viene guidato una jeep attraverso numerosi tracciati mentre si cerca di evitare altre auto, moto e vari ostacoli. Gli incidenti non sottraggono una vita, ma esauriscono una piccola quantità di carburante dalla scorta. Il giocatore durante il tragitto può sparare ai nemici, i quali possono sparare a loro volta. Il mezzo infatti spara sia con un colpo in avanti che con un colpo a sinistra e a destra.
Se il giocatore arriva alla fine di un percorso, una squadra di meccanici gli sostituisce gli pneumatici persi in quel momento (e daranno un bonus per quelli di cui non ha bisogno), e lo ricompenserà anche con un bonus maggiore per non essere andato a sbattere o non essere stato colpito. Inoltre la jeep viene rifornita del tutto e il giocatore potrà scegliere quale percorso intraprendere dopo. Una volta completati i cinque tracciati intrapresi, la sessione ricomincia.
La partita termina nei seguenti cinque modi:
- Esaurendo tutto il carburante (il metodo standard).
- Perdendo tutti e quattro i pneumatici con conseguente esplosione del tuo veicolo.
- Venire colpito da un razzo sferrato da un elicottero con conseguente esplosione del tuo veicolo.
- Andando in contatto con una mina esplosiva con conseguente esplosione del tuo veicolo.
- Venire agganciato da un veicolo guidato da terroristi dove per liberarsi bisogna andare verso i bordi dello schermo. Se il terrorista, arrampicato alla corda, raggiunge il tuo veicolo, egli piazzerà una bomba suicidandosi con conseguente esplosione del tuo veicolo.

## Accoglienza
In Giappone, la rivista Game Machine elencò The Battle-Road nel numero del 15 novembre 1984 come la settima unità arcade di maggior successo del mese.